# 烏拉洛高加索
烏拉洛高加索（羅馬化：Uralo-Kavkaz）是位於烏克蘭東部盧甘斯克州的鎮，由多夫然斯克区索羅基內市鎮管轄。該鎮始建於1914年，面積2.39平方公里，海拔高度180米，2022年人口数量为2,453人。